# Tvršice
Tvršice jsou vesnice spadající pod obec Staňkovice v okrese Louny. Nachází se v zemědělské části Ústeckého kraje mezi městy Žatec a Postoloprty.

## Historie
Osídlení obce spadá až do doby kamenné. V blízkosti Tvršic bylo nalezeno množství pravěkých památek.
První písemná zmínka o vesnici pochází z roku 1378, kdy zde kapitula kostela Všech Svatých na Pražském hradě vysadila zákupným právem pět lánů. Až do poloviny 18. století byla majetková držba ve vsi rozdrobena.
V první polovině 16. století vesnice patřila Jakubu Hruškovi z Března. V letech 1585–1587 vlastnil díl Tvršic Vilém z Rožmberka. Po roce 1628 získal Tvršice Pavel Michna z Vacínova. V roce 1692 koupil postoloprtské panství, k němuž patřily i Tvršice, kníže Ferdinand Schwarzenberk. Už v roce 1787 byl zmíněn uvádí zdejší léčivý pramen, u nějž byla později postavena restaurace. V roce 1925 zde byla zřízena čerpací stanice Ústředních elektráren, která dodávala vodu elektrárně v Ervěnicích.

## Přírodní poměry
Vesnice se nachází na cestě ze Staňkovic do Rybňan nebo Selibic. Od Žatce je vzdálená vzdušnou čarou přibližně dva kilometry, po silnici asi osm kilometrů. Nedaleko od vesnice teče řeka Ohře, jejíž slepé rameno sahá až k obci.
U železniční trati Žatec–Obrnice vyvěrá slabě kyselá minerální voda s obsahem 1060 mg·l−1 oxidu uhličitého, vyšším obsahem železa (9,5 mg·l−1) a celkovým obsahem rozpuštěných pevných látek 0,8 g·l−1. Po stabilizaci železa má voda dobré chuťové vlastnosti. Podobné kyselky byly zjištěny také staršími vrty v nivě Ohře jižně od vesnice. Pramen byl vyveden průzkumným geologickým vrtem V-2 v roce 1956. Vrt je 40 metrů hluboký. Do roku 1989 byl v péči Státní meliorační správy, která pověřovala údržbou jednotné zemědělské družstvo Staňkovice. Pak byl dlouho bezprizorní. Od roku 2018 jej udržuje obec Staňkovice. Vyčistila přilehlé pozemky a strouhy, upravila samotný pramen, nechala provést rozbor vody. Voda neobsahuje žádné bakterie ani dusičnany a dusitany. Přesto nemůže být označena za pitnou podle normy, protože má vysoký obsah železa a manganu a mírně překračuje další tři parametry pro pitnou vodu. Je zdravotně nezávadná, ale nevhodná k dlouhodobému pití. Doporučuje se jednorázové osvěžení přímo u pramene. Vysoký obsah železa způsobuje zakalení v láhvi už po 6–8 hodinách.[zdroj⁠?!]

## Obyvatelstvo
Při sčítání lidu v roce 1921 zde žilo 385 obyvatel (z toho 195 mužů), z nichž bylo 32 Čechoslováků, 352 Němců a jeden cizinec. Kromě jednoho evangelíka a dvou lidí bez vyznání se hlásili k římskokatolické církvi. Podle sčítání lidu z roku 1930 měla vesnice 448 obyvatel: padesát Čechoslováků, 396 Němců a dva cizince. V náboženské struktuře výrazně převažovali katolíci, ale sedm lidí se hlásilo k evangelickým církvím, sedm k církvi československé a dva byli bez vyznání.
|                                                             | 1869 | 1880 | 1890 | 1900 | 1910 | 1921 | 1930 | 1950 | 1961 | 1970 | 1980 | 1991 | 2001 | 2011 |
| ----------------------------------------------------------- | ---- | ---- | ---- | ---- | ---- | ---- | ---- | ---- | ---- | ---- | ---- | ---- | ---- | ---- |
| Obyvatelé                                                   | 256  | 288  | 353  | 385  | 386  | 385  | 448  | 250  | 253  | 227  | 176  | 136  | 128  | 128  |
| Domy                                                        | 44   | 49   | 53   | 75   | 77   | 80   | 89   | 93   | 99   | 70   | 62   | 66   | 68   | 71   |
| Počet domů z roku 1961 zahrnuje domy místní části Selibice. |      |      |      |      |      |      |      |      |      |      |      |      |      |      |

## Pamětihodnosti
Kaple na návsi je zasvěcená Panně Marii Bolestné. Pochází z konce osmnáctého století a její interiér je sklenut plackovou klenbou. Sloup s křížkem na západním okraji vesnice je barokní z počátku osmnáctého století.

## Dopravní obslužnost
Dopravní obslužnost je zajištěna pravidelnou autobusovou linkou Žatec–Louny. Na okraji vesnice vede též železniční trať železniční trať Žatec–Obrnice. Nádraží vybudované v roce 1977 bylo uzavřeno v roce 2005 a od té doby chátrá. Současně s tím byly uzavřeny dvě ze tří nádražních kolejí.

## Galerie

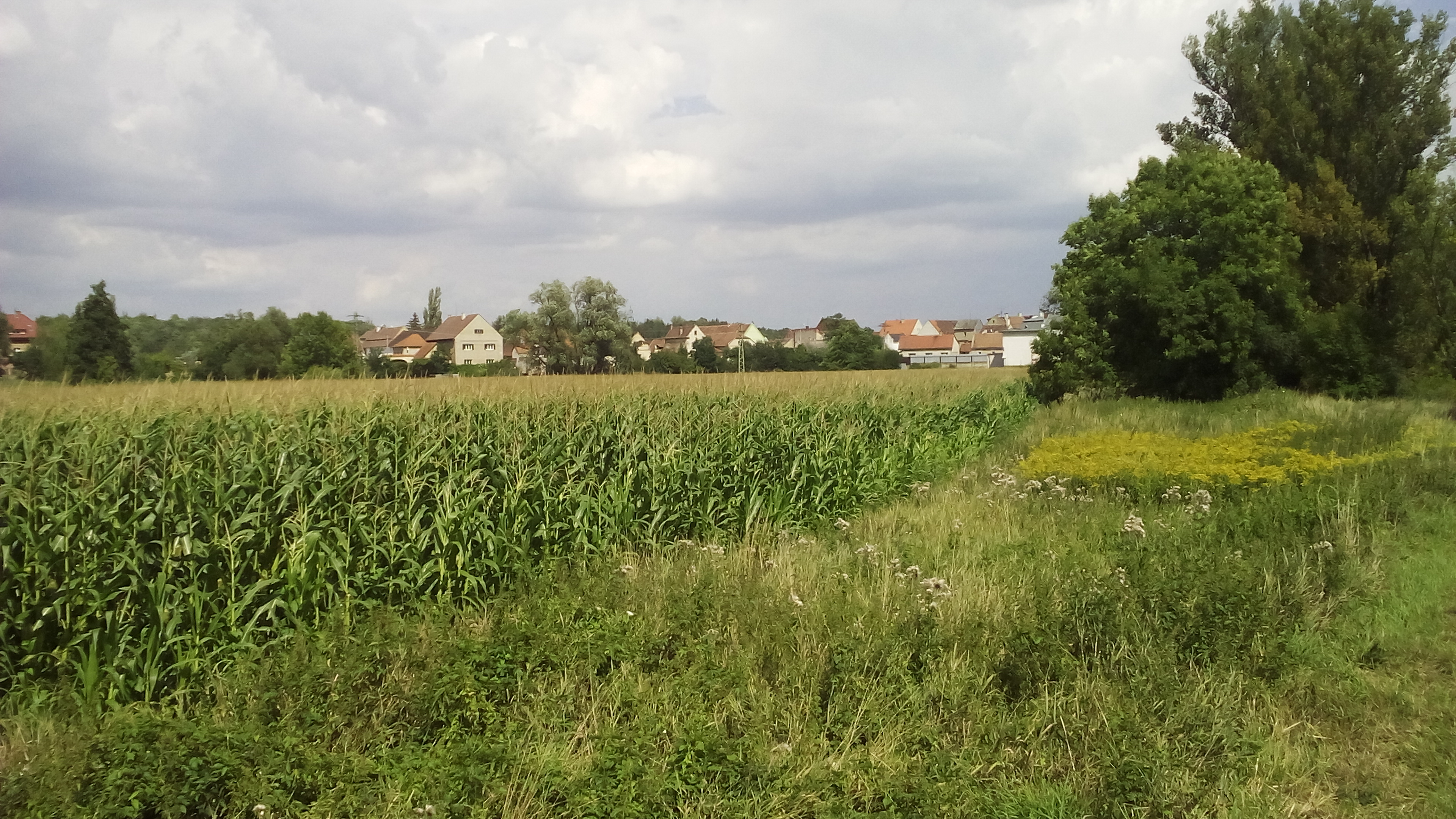
Pohled od řeky z cesty na Žatec
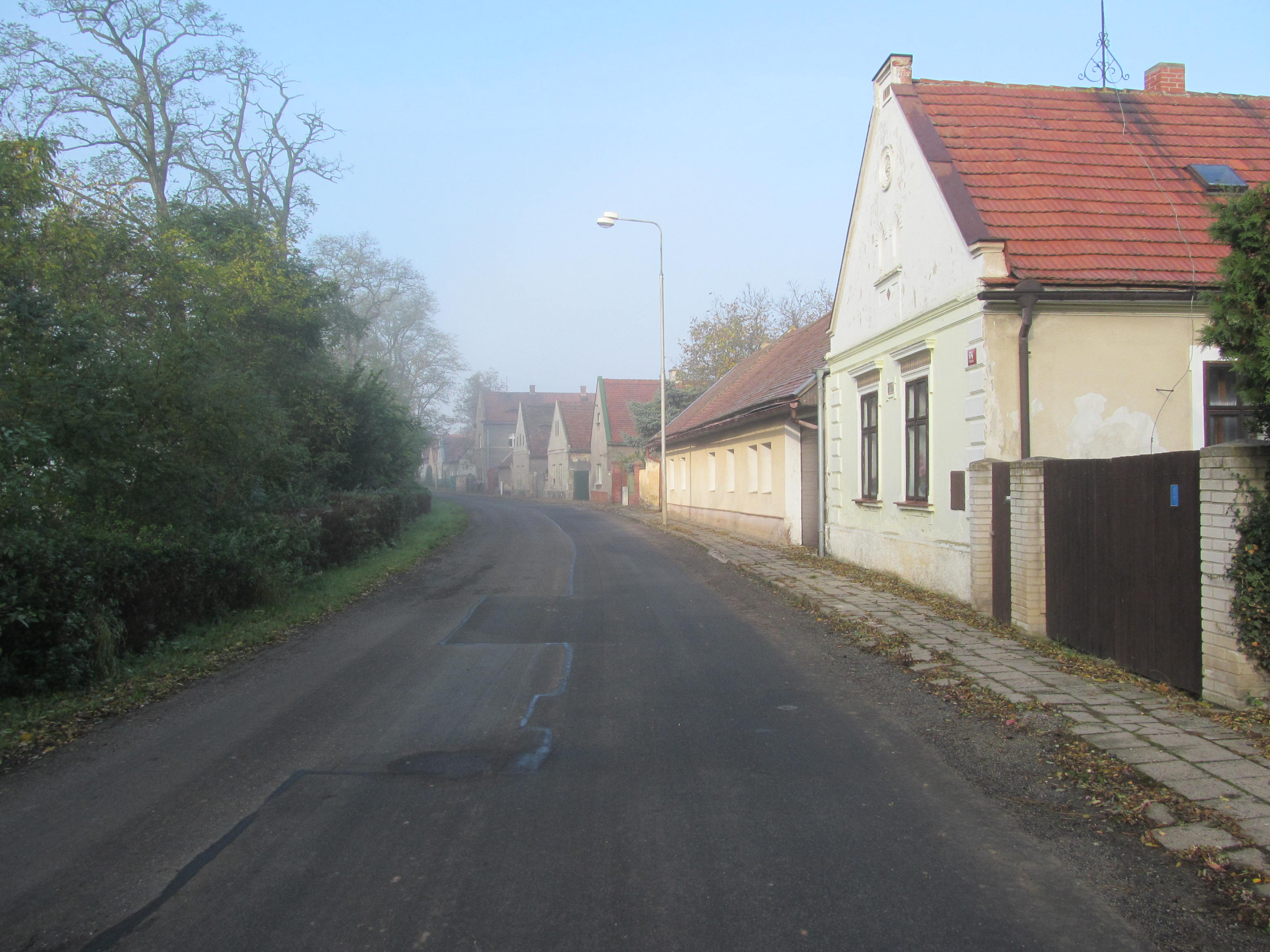
Průjezdní silnice
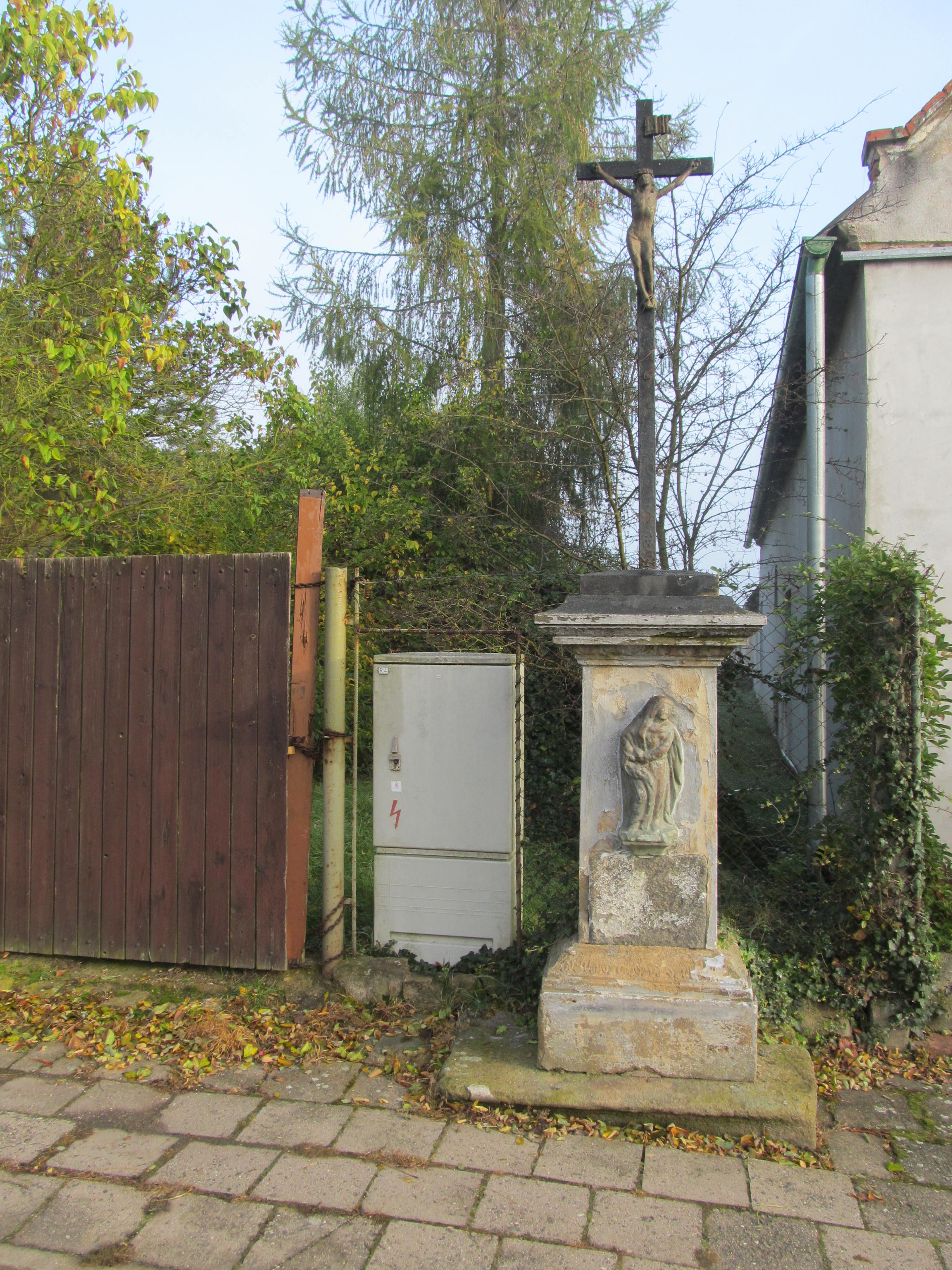
Barokní křížek při průjezdní silnici
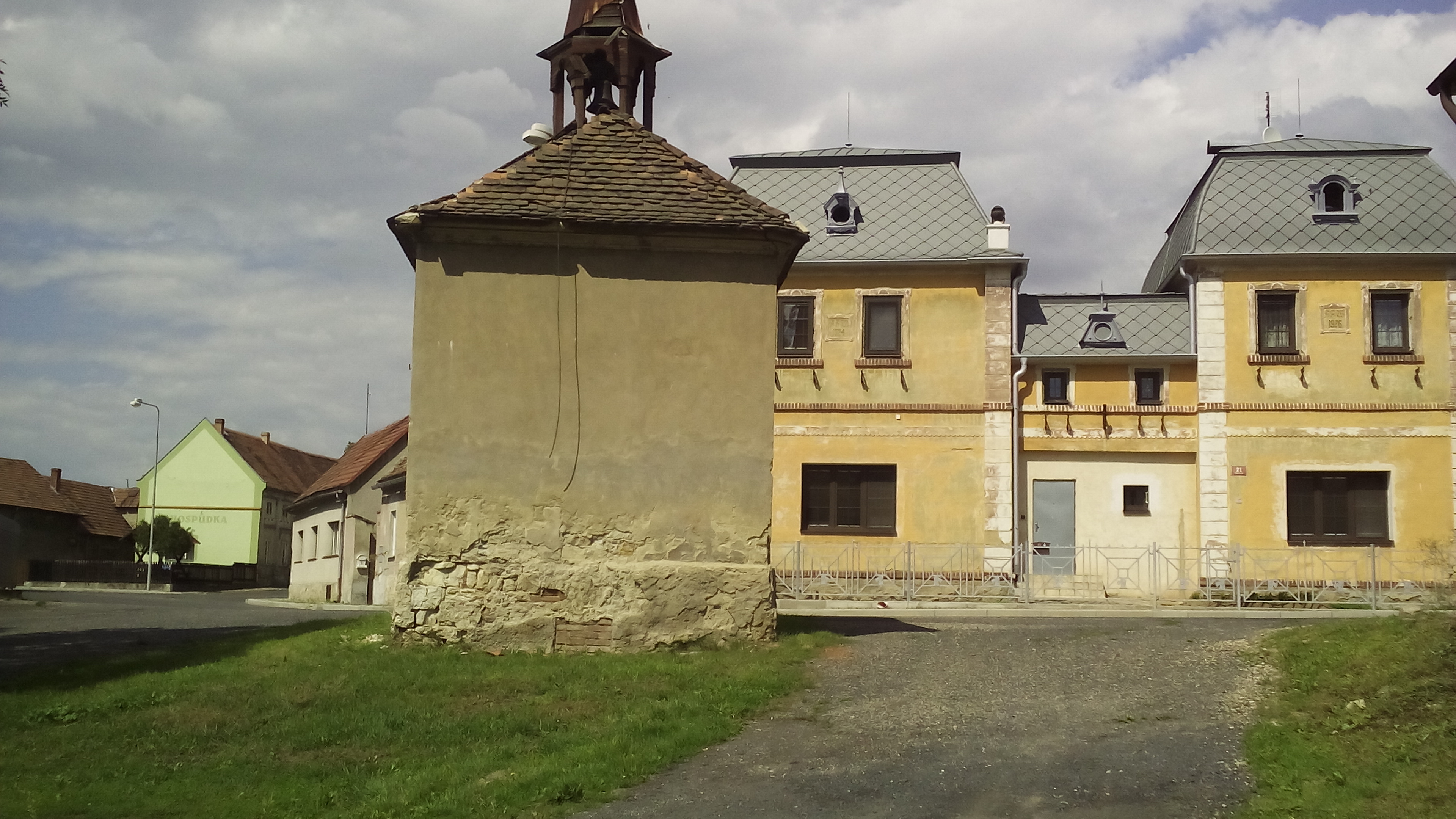
Náves s kapličkou
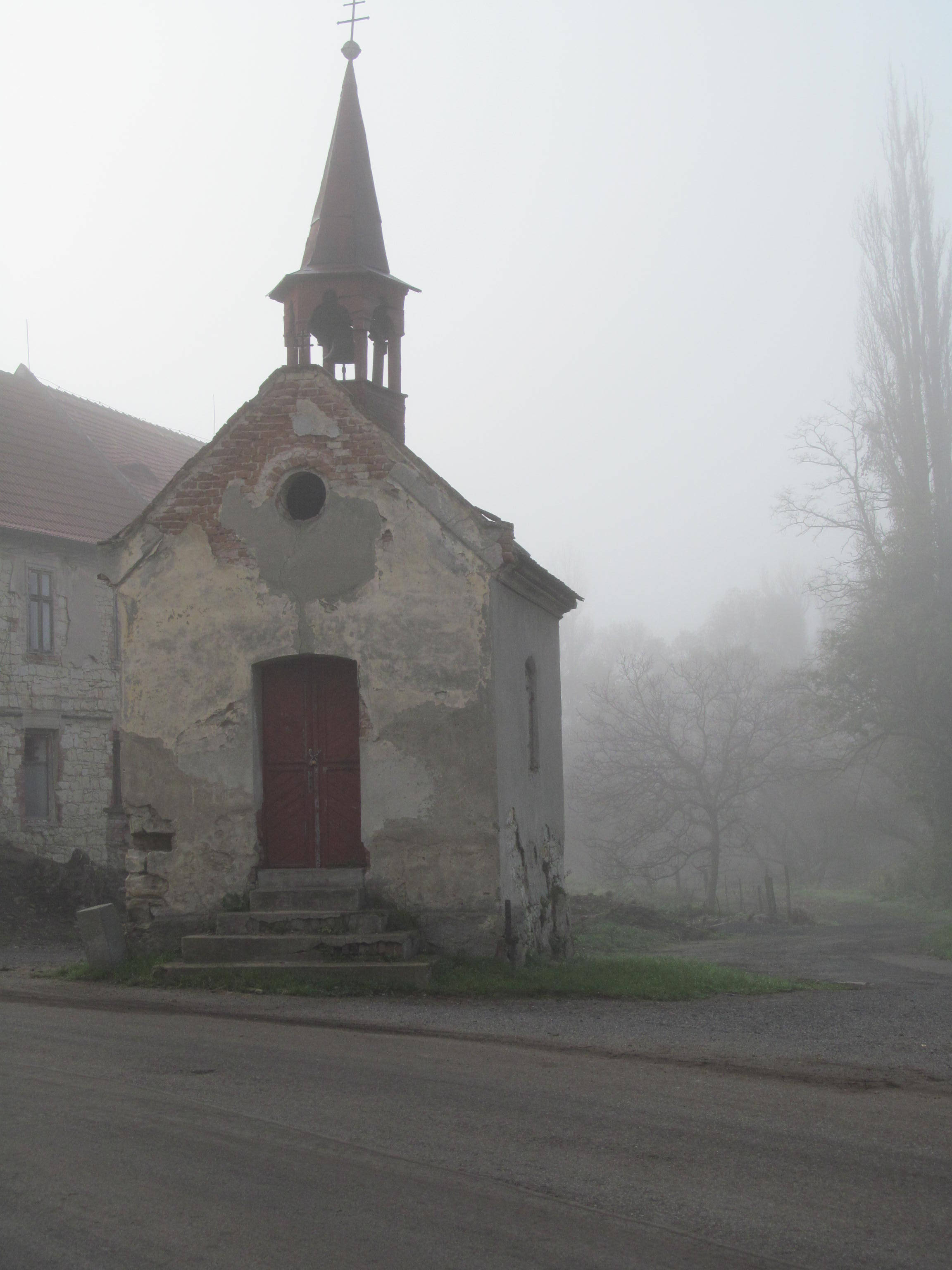
Kaple na návsi
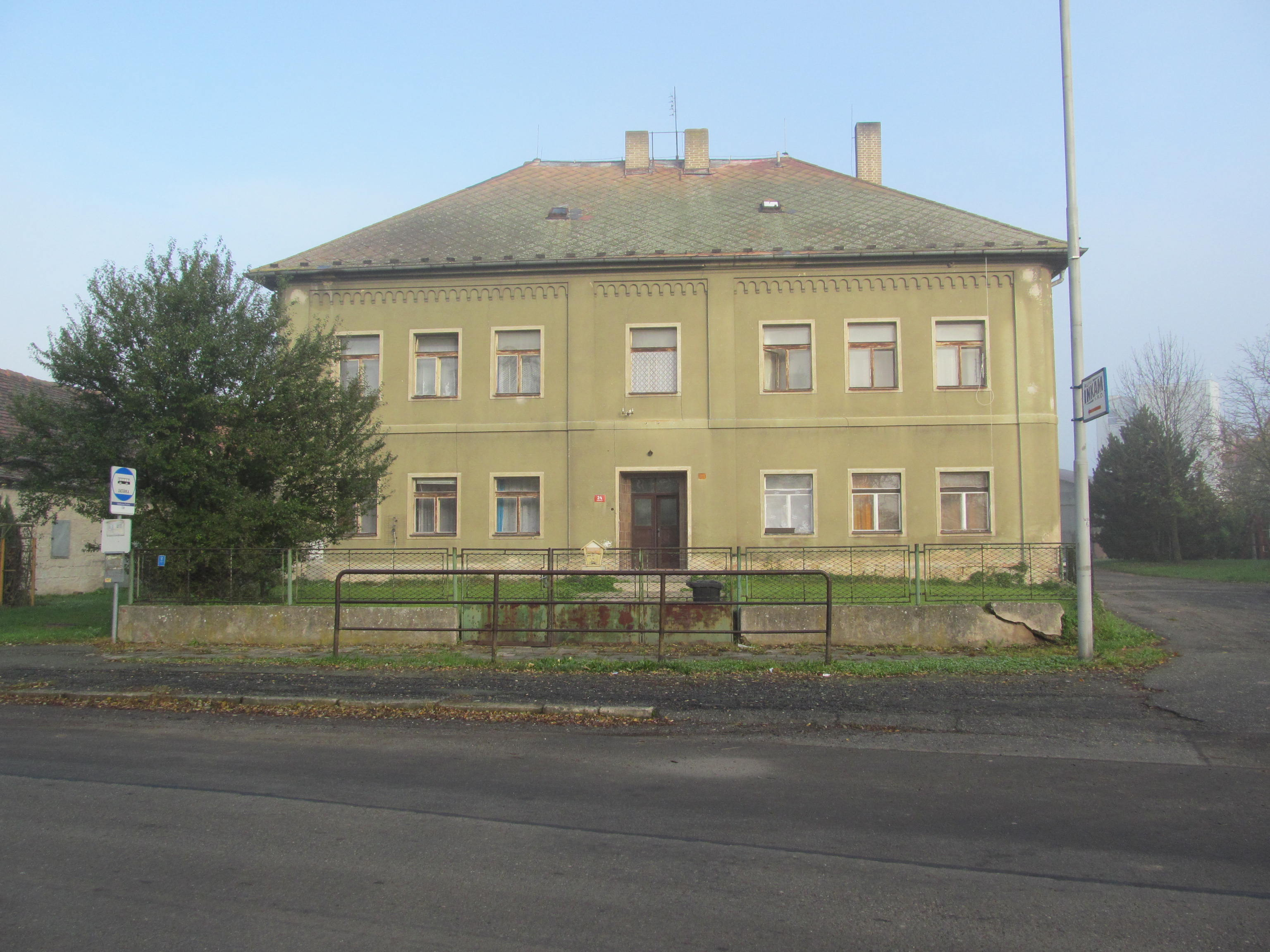
Bývalá škola
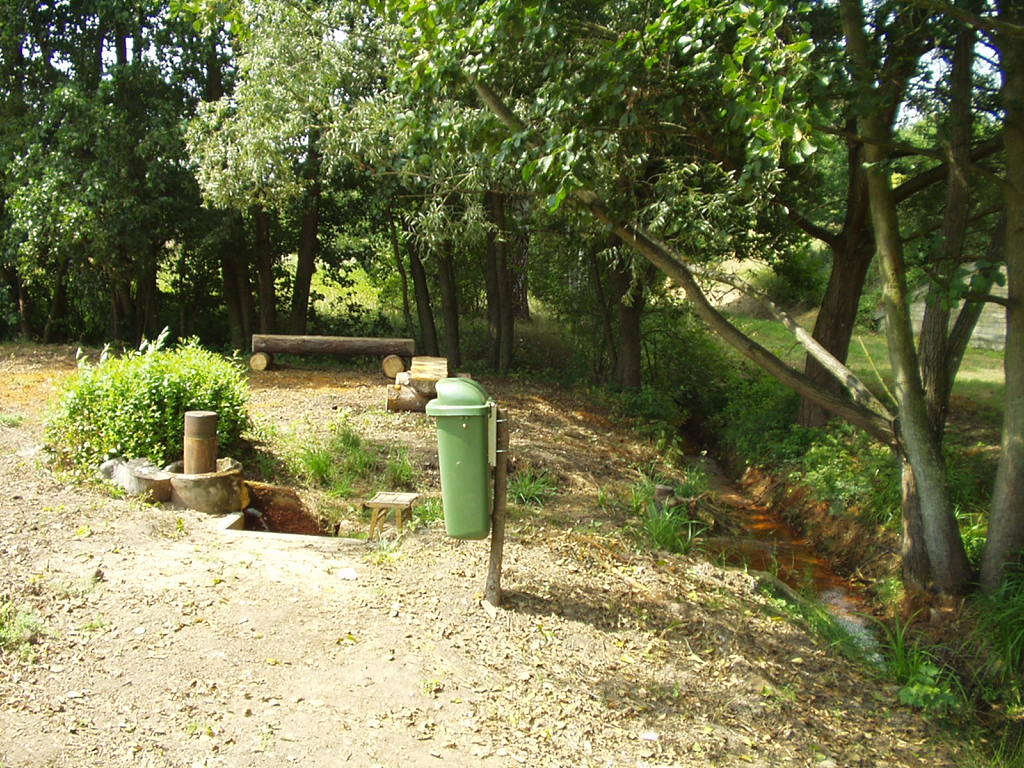
Pramen Kyselka